# Société Industrielle de Moteurs Électriques et à Vapeur

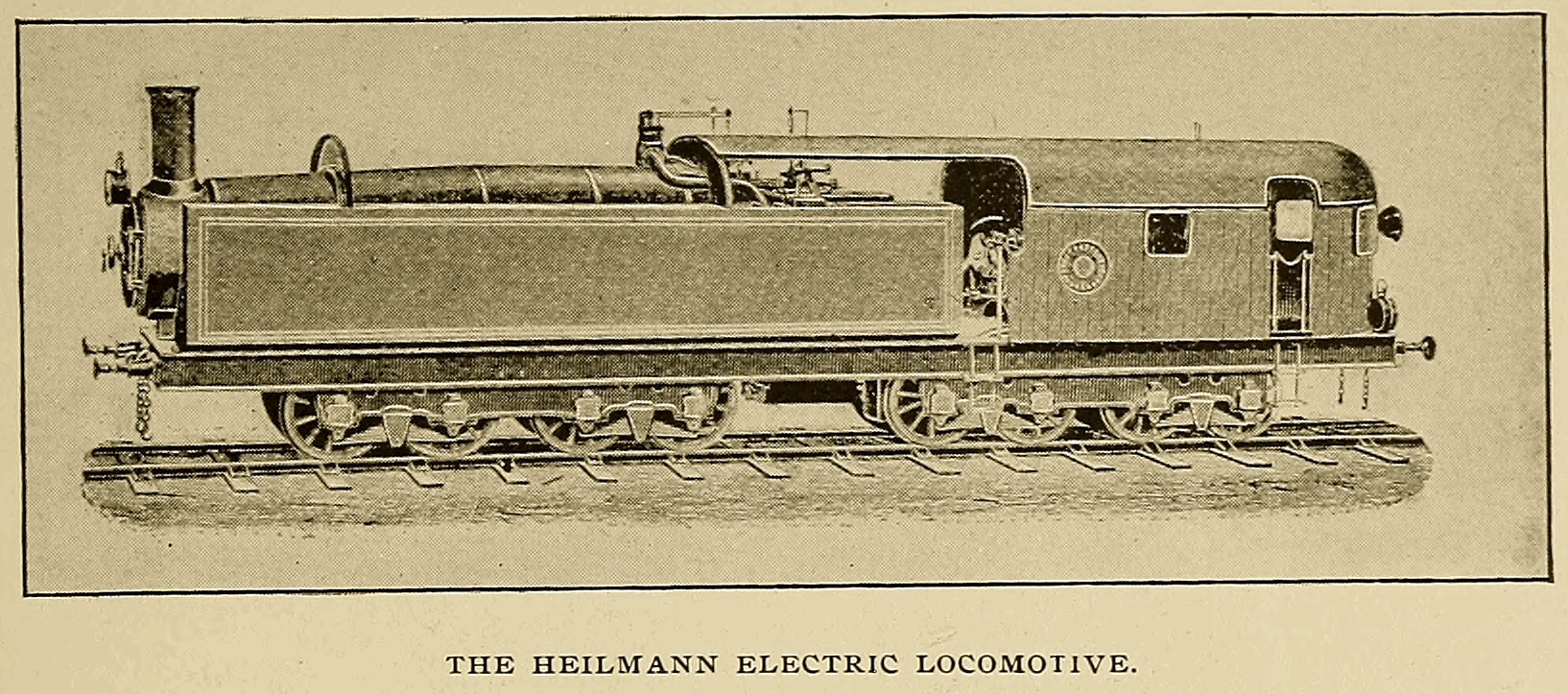
„Fusée Electrique“ von 1893

Dampf-elektrische Lokomotive Nr. 8001 von 1897

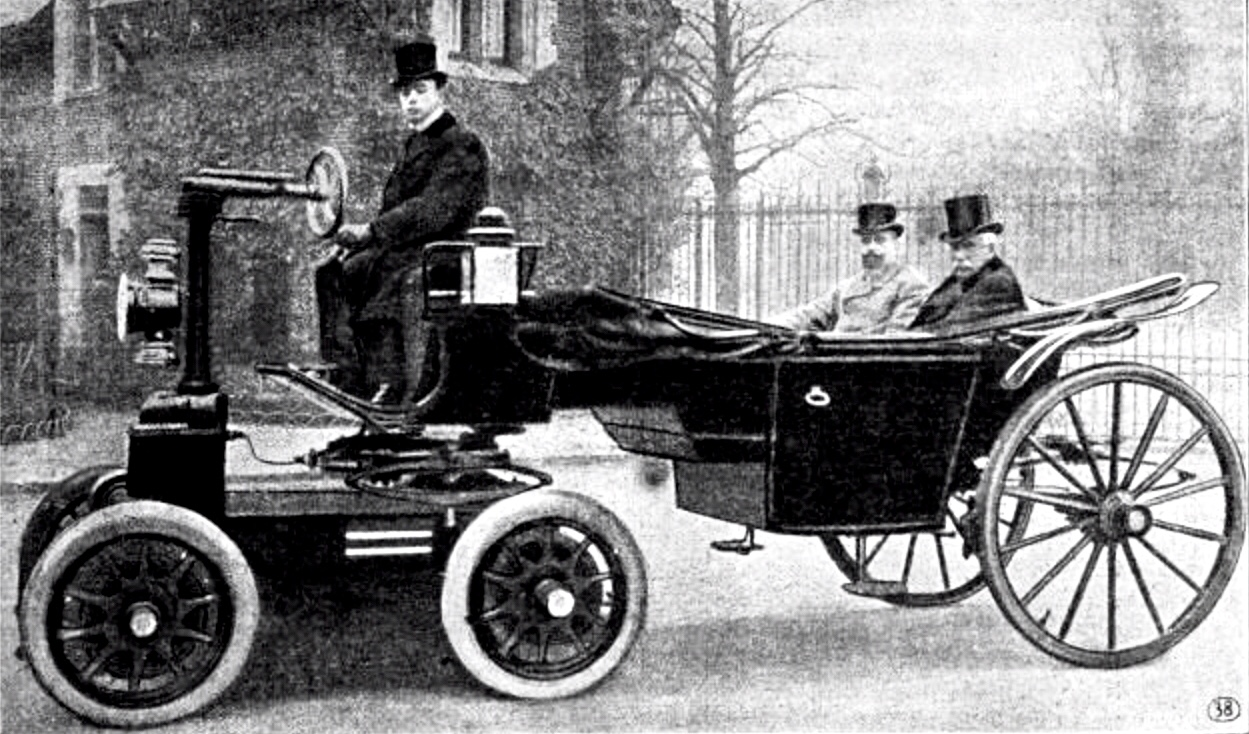
Heilmann Avant Train um 1900, mit Elektromotor oder Benzinmotor erhältlich

Die Société Industrielle de Moteurs Électriques et à Vapeur war ein französischer Hersteller von Automobilen und Lokomotiven.

## Unternehmensgeschichte
Jean-Jacques Heilmann gründete 1890 das Unternehmen in Le Havre und begann mit der Entwicklung von Lokomotiven. 1892 stellte er eine erste, bei den Forges et chantiers de la Méditerranée gebaute, „Fusée électrique“ (elektrische Rakete) genannte autarke dampf-elektrische Maschine vor. Deren Treibachsen wurden von Elektromotoren bewegt, die ihre Energie über einen Generator von einer auf der Lok befindlichen Dampfmaschine bezogen. Dabei war jede Achse zugleich die Welle eines der acht Motoren. Diese Bauweise sollte das Beschleunigungsvermögen verbessern sowie für einen gleichmäßigeren Lauf sorgen und dadurch die Abnutzung von Lok und Gleisen vermindern. Das Fahrzeug, das zunächst auf einem Truppenübungsplatz in der Normandie und danach zwischen Le Havre und Graville erprobt wurde, erregte internationales Aufsehen.
1897 stellte Heilmann in Paris mit der „8001“ eine zweite nach diesem Prinzip gebaute Lokomotive vor. Da die Eisenbahngesellschaft Compagnie des chemins de fer de l’Ouest die Maschine nicht übernehmen wollte, verkaufte der Erfinder seine Fabrik im Jahr darauf an die US-amerikanische Firma Westinghouse.
Zwischen 1897 und 1900 fertigte Jean-Jacques Heilmann auch Automobile. Der Markenname lautete Heilmann.

## Automobile
Das Unternehmen stellte Hybridelektrokraftfahrzeuge her. Die Fahrzeuge waren mit einem Zweizylindermotor sowie einem Dynamo ausgestattet und hatten Frontantrieb. Um 1900 entstanden auch Avant-Trains.